# 엔리케 4세
엔리케 4세(Enrique IV, 1425년 1월 5일 ~ 1474년 12월 11일)는 카스티야 연합 왕국의 국왕이었다. 별칭은 불능왕(El Impotente)이다. 스페인(에스파냐) 통일의 기초를 마련한 이사벨 1세 여왕의 이복오빠다. 아버지 후안 2세의 첫번째 왕비(아라곤의 마리아)가 낳은 자녀중 유일하게 장성하여 왕위를 계승하였다. 29살이라는 젊은 나이에 즉위한 만큼 부왕 후안 2세(재위 1406~1454)에 의해 혼탁해진 왕국을 바로잡아줄것으로 기대했으나 나약하고 무능함으로 일관하며 치세 20년간 귀족들과 갈등 그리고 내전으로 어려움을 많이 겪었다.
왕세자 시절인 1453년, 부왕 후안 2세의 두번째 왕비(계비)와 동맹을 맺고 정변을 일으켜 국정농단을 자행하던 재상 루나(Luna)를 참수시킨후 숙청을 단행하였다. 하지만 이듬해 국왕으로 즉위후 잠재적인 왕위찬탈 가능성을 제거하기 위하여 계비와 두명의 이복동생들을 궁궐에서 추방한후 아레발로(Arévalo)에 유배를 보내는 비정함을 보였다.
두번 결혼하였으나 후사를 얻지 못하였고 그의 사후에 이복 여동생인 이사벨이 왕위를 계승하였다. 본래는 두번째 왕비가 낳은 딸인 후아나에게 왕위를 물려주려 하였으나 친부에 대한 논란이 발생하며 권위만 실추되었고 이복 동생인 이사벨에 대해 무리한 정략결혼을 추진하여 서로 대립하는 결과만 낳았다. 후계구도를 명확하게 결정하지 못한채 사망함에 따라 사후에 포르투갈 등이 개입하는 카스티야 왕위계승전이 벌어져 왕국이 혼란속에 휩싸이는 결과를 초래했다.

## 어린 시절
1425년 바야돌리드에서 태어났다. 아버지는 후한 2세이고 어머니는 아라곤의 마리아(아라곤의 페르디난드 1세의 딸)이다. 출생 당시 카스티야 왕국은 트루히요 공작 알바로 데 루나(1390~1453)가 국정을 장악하고 있었는데, 그는 엔리케를 자신의 통제하에 놓기위해 세고비아에 별도의 궁정을 마련해주고 왕자의 동료 선발과 교육을 감독하였다. 이때 선발된 동료들 중에는 훗날 엔리케의 최측근이 된 후안 파체코도 포함되어 있었다.

### 부왕(父王)과 루나
엔리케가 태어날 무렵 카스티야 왕국은 재상 루나(Luna)가 국왕의 총신으로서 권력을 장악하고 있었으며 그의 전횡으로 부정부패가 만연하고 혼란스러운 시대였다. 아버지 국왕 후안 2세는 정치에 관심이 없었을뿐만 아니라 무능하였고 지나칠정도로 루나를 신임하여 모든것을 맡겨버렸기 때문에 꼭두각시나 마찬가지였다. 재상 루나(1390~1453)는 젊은 시절부터 후안 2세(재위 1406~1454)를 대신하여 실권을 행사해왔는데 힘이 비대해지자 점차 안하무인의 지경에 이르렀다.

#### 후안 2세의 초년
부왕 후안 2세는 선왕 엔리케 3세(1379~1406)가 병약하여 27세의 젊은 나이에 일찍 사망하자 생후 약 22개월만에 즉위하였다. 섭정이 끝나고 1419년 3월, 성인이 된 후안 2세의 친정이 시작되었으나 후안 2세의 사촌형제간(엔리케와 후안)에 권력투쟁이 시작되었다. 이로 인해 카스티야 귀족들도 분열되어 파벌이 형성되었다. 아라곤 국왕 페르난도 1세의 셋째 왕자 엔리케(1400~1445)와 그의 친형 후안(훗날 아라곤 왕 후안 2세, 1398~1479) 왕자는 부모로부터 상속받은 영지와 넓은 인맥을 카스티야에 가지고 있었다. 그래서 그들은 부친 페르난도 1세가 1412년 아라곤의 국왕으로 선출되어 아라곤으로 떠난후에도 카스티야 왕실에 남아 있었다. 인판테 후안과 엔리케로 대표되는 '아라곤파' 귀족들이 왕의 관직 임용권을 행사하는등 국정 혼란은 이어졌다.

#### 권력 투쟁
사태를 바로잡기 위해 부왕 후안 2세의 지원속에 총신 알바로 데 루나가 나섰으나 이에 불만을 품고 권력욕이 강했던 인판테 엔리케(1440~1445)가 1420년 7월에 쿠데타를 일으켰다. 형인 인판테 후안이 나바라의 블랑쉬와 결혼하기 위해 나바라로 떠나면서 카스티야를 비우자 이를 기회로 삼은 것이다. 엔리케는 토르데시야스에 있는 왕궁으로 쳐들어가서 국왕 후안 2세(1405~1454)를 생포하고 그의 형 후안(1398~1479) 왕자를 따르던 귀족들을 모두 제거한 후 정권을 장악하였다.
엔리케는 1420년 8월, 국왕 후안 2세(1405~1454)를 아빌라로 데려간후 자신의 여동생 마리아와 강제로 결혼시켰다. 소식을 접한 엔리케의 형 후안이 군대를 일으켜 올메도에 도착하자 엔리케는 왕을 데리고 탈라베라로 이동하였다. 11월 29일, 루나는 국왕 후안 2세를 탈출을 도운후 자신도 빠져나와 국왕과 함께 몬탈반 성으로 피신하였다. 인판테 엔리케(1440~1445)가 성을 포위했으나 폭풍으로 인해 성을 함락시키지 못하고 철수하였고 날이 갈수록 인판테 엔리케에 대한 귀족들이 지지가 약해지자 힘을 잃고 쿠데타는 실패로 막을 내리고 말았다. 인판테 엔리케(1440~1445)는 1423년 반역죄로 체포되어 산티아고 기사단장직을 제외한 모든 직위와 재산을 몰수당한채 모라성에 감금되었다.
쿠데타가 종결되자 후안 2세는 루나를 카스티야의 총사령관(Constable of Castile)으로 임명하였고 이로써 루나는 정권의 중심 인물이 되었다. 국왕 후안 2세는 자신의 탈출을 도와 쿠데타가 무산되는데 큰 공을 세웠다고 판단하여 내린 조치였다. 엔리케의 형인 아라곤의 국왕 알폰소 5세는 동생의 석방을 위해 외교적 협상노력과 압박을 가하였고 이에 굴복한 후안 2세는 1425년 10월에 엔리케를 석방하였다. 석방된 인판테 엔리케(1440~1445)는 반국왕파 귀족연합을 이끌며 권력의 핵심으로 부상한 루나를 궁정에서 추방하고자 다시 권력투쟁에 앞장섰다.

#### 실각과 복귀
귀족연합의 압박으로 1427년 9월 루나는 실각했고 인판테 엔리케(1440~1445)는 정치일선에 복귀하며 이전의 권력을 되찾았다. 그러나 귀족연합이 분열양상을 보였고 귀족들의 요청으로 실각한지 5개월만인 1428년 2월에 루나는 정계에 복귀하였다. 이로써 인판테 엔리케(1440~1445)와의 권력투쟁은 다시 시작되고 말았다. 엔리케와 귀족연합이 카스티야와 레온에 대한 후안 2세의 지배력을 강화하는 루나의 정책을 지속적으로 방해하자 1428년 6월 국왕 후안 2세는 인판테 엔리케(1440~1445)에게 궁정에서 떠날것을 명령했다.
1429년 그의 형이자 아라곤 왕 알폰소 5세(재위 1416~1458)는 엔리케와 도모하여 카스티야에 선전포고를 하였다. 아라곤과 나바라 연합군이 자드라케(Jadraque)까지 침공했으나 후안 2세의 왕비 마리아(알폰소 5세의 누이)가 노력한 덕분에 실제 전쟁은 일어나지 않았다. 이듬해 양국간 마자노 조약을 체결하며 사건은 마무리가 되었으나 인판테 엔리케(1440~1445)는 이일로 인하여 망명길에 올랐다.

#### 올메도 전투
1437년 카스티야 귀족들이 부왕 후안 2세와 루나 재상에 대항하여 무력 봉기를 일으키자 카스티야는 내전에 돌입했다. 1438년 루나의 숙적 인판테 엔리케(1440~1445)도 앨버커키 백작의 자격으로 귀국한후 귀족들 편에 서서 내전에 합류하였다. 엔리케는 2년전인 1435년, 어머니 레오노르가 사망함으로 앨버커키 백작위를 상속받았다. 1445년 5월 19일, 올메도(Olmedo)에서 전투가 벌어졌는데 이 전투에는 아라곤이 반 국왕파 카스티야 귀족들과 연합했으며 인판테 엔리케(1440~1445)도 참전하였다.
루나 재상이 이끈 국왕군은 아라곤-귀족연합군은 상대로 대승을 거두었다. 이 전투에서 인판테 엔리케(1440~1445)가 부상을 입고 사망하면서 루나는 일생 최대의 정치적 라이벌을 제거하는데 성공하였다. 인판테 엔리케(1440~1445)가 사라지자 카스티야 왕국은 완전히 루나가 접수하게 되었다. 엔리케의 죽음으로 카스티야의 최대 조직인 산티아고 기사단장이 공석이 되자 재상 루나가 단장직을 차지하게 되면서 루나의 권력이 국왕의 힘을 능가할 정도가 되었다.

### 정치동맹과 정변

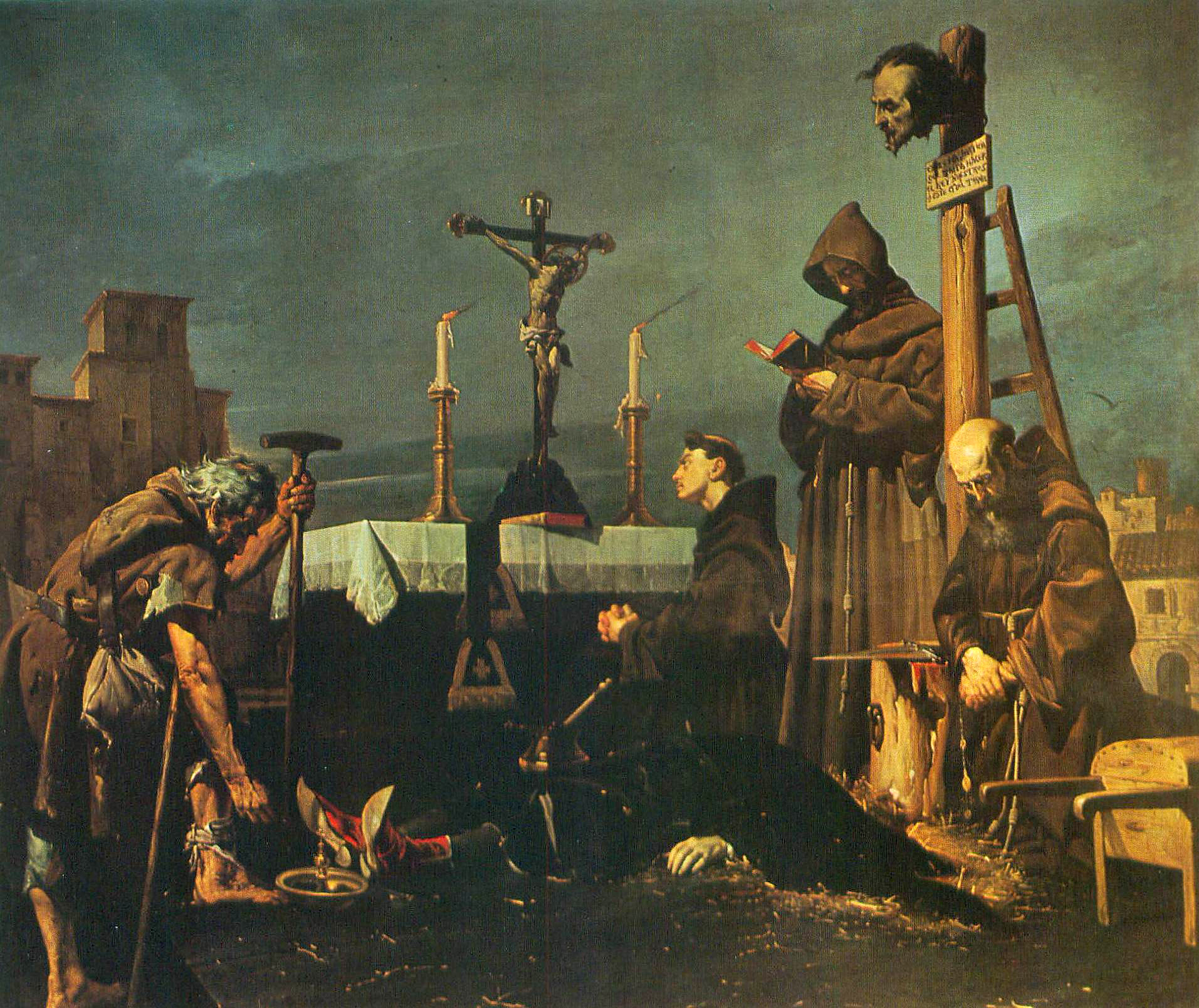
재상 루나의 최후 (1453년)

재상 루나의 도를 넘는 권력전횡에 왕세자로서 부당함을 알고 있었으나 권력을 장악하고 있는 루나앞에서는 무기력할 수 밖에 없었고 뚜렷한 해결책을 찾지 못하고 있었다. 그러나 1447년 부왕 후안 2세의 두번째 왕비가 들어오면서부터 분위기가 바뀌어갔다. 계비 이사벨은 엔리케보다 3살이나 어린 여성이었으나 포르투갈 주앙 1세의 손녀답게 재상 루나를 상대로 권력투쟁을 벌였다. 이런 계비와 왕세자 엔리케(1425~1474)는 재상 루나를 제거하여 그의 영향력에서 벗어남과 동시에 왕권강화라는 공동의 관심사가 있었기에 정치적 동맹을 맺게 되었다.
결혼후 계비 이사벨이 카스티야에 입궐하자 루나(1390~1453)는 이사벨을 자신의 통제하에 두려고 하였다. 루나는 왕과 왕비의 결혼생활까지 간섭하기 일쑤였다. 이사벨은 자신이 공주출신이 아니였음에도 불구하고 카스티야 왕국의 왕비가 될수 있었던것은 모두 루나의 덕분이기는 했으나 지나친 간섭에 매우 불쾌한 감정을 품고 있었다.
그러던중 왕실 회계사가 살해당하는 사건이 발생하였는데, 이는 루나가 사주한 일이였다. 엔리케와 계비 이사벨은 이 사건을 명분으로 부왕 후안 2세를 설득한후 루나를 체포하며 1453년 정변을 일으켰다. 루나는 후안 2세의 전 왕비 아라곤의 마리아(1403~1445)를 독살한 주범이라는 의심 역시 받고 있었다. 1453년 6월 2일 간신 루나(1390~1453)를 참수 시키며 정변은 성공적이였으나 부왕 후안 2세(1405~1454)는 어려셔부터 깊게 의지하고 총애하던 신하의 죽음을 슬퍼했다. 이로 인해 건강이 크게 나빠지기 시작하더니 1454년 7월 20일에 사망하고 말았다.

## 즉위와 통치

### 비정한 배신

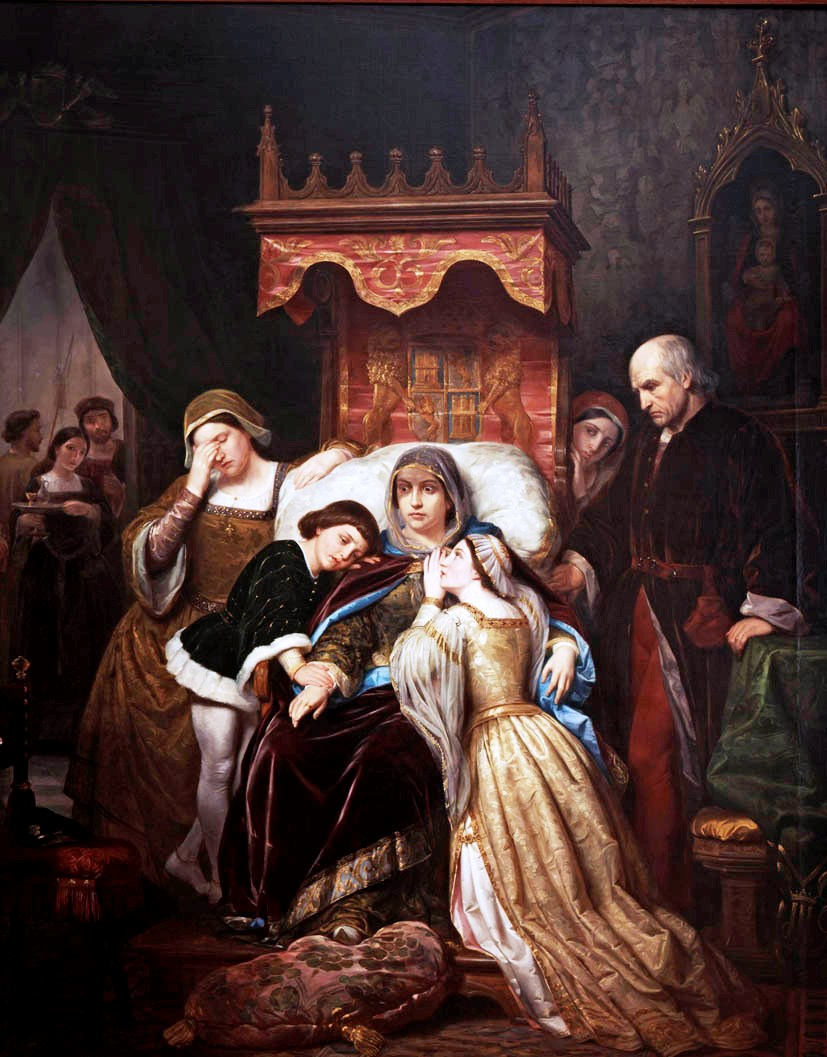
어린 이사벨 1세와 그 가족

엔리케 4세(재위 1454~1474)는 국왕으로 즉위한후 계비 이사벨과 두명의 이복 동생을 궁정에서 추방해버렸다. 이복동생들을 자신의 왕위를 위협하는 잠재적인 정적으로 간주했다. 지난 1453년 정변때 보여준 계모 이사벨의 능력으로 비추어볼때 언제가는 자신의 왕위를 빼앗아 남동생 알폰소에게 물려줄지도 모른다는 불안감이 생겼기 때문이다. 계모 이사벨은 간신 루나 재상을 제거한 이후 백성들 사이에서 인기가 많아졌기에 이런 불안은 무리가 아니었다. 아레발로(Arévalo)라는 소도시로 추방한후 감시는 지속적으로 했으나 연금을 조금만 지급하여 궁핍하게 생활하도록 방치했다.
계비 이사벨(1428~1496)은 충격을 받아 정신장애가 생겼다. 남편 후안 2세가 사망하여 26살의 젊은 나이에 미망인이 되었는데, 한때 동맹이었기에 믿었던 전처 자식 마저 배신하여 궁궐에서 추방당하자 충격을 받았고 둘째 아폰소를 출산 후 시작된 우울증이 더욱 심해진 것이었다. 병증은 점차 더욱 악화되었고 종래에는 실성을 하는등 정상적인 생활이 불가능한 지경에 이르렀다.
계비가 정신병에 걸려 실성한 것이 분명해지자 정치적인 불안감이 사라진 엔리케 4세는 이복동생 이사벨과 아폰소를 돌보기 시작했다. 살라망카 대학교의 유명 교수를 아레발로(Arévalo)로 보내 이사벨이 공부할 수 있게 하였다. 왕가의 공주란 정략결혼을 통하여 국제 외교무대에서 활용가치가 매우 큰 존재였기 때문이다. 1462년, 이사벨이 11살 되던해에 엔리케 4세는 이사벨과 아폰소를 세고비아 궁궐로 소환하여 그곳에서 생활하도록 한후 곁에 두고 직접 감시를 하였다.

### 4년간의 내전
엔리케 4세의 통치는 전임 후안 2세와 동일하게 무능하여 카스티야의 사정은 악화되어갔다. 총신 후안 파체코(1419~1474)의 실정이 이어지는 가운데 1462년에 왕비에게서 딸 후아나가 태어났다. 하지만 아버지가 누구인가 하는 의혹이 제기되었다. 친부는 국왕이 아닌 왕비와 친했던 벨트란 데 라 쿠에바 남작(1443~1492)이라는 흉흉한 소문까지 나돌았다. 엔리케는 1440년 15살 되던해에 나바라의 블랑쉬와 혼인을 했으나 13년간 후사가 없었다. 그래서 1453년 세고비아의 루이스 주교에 의해 혼인이 무효화 된적이 있었는데, 혼인무효의 이유가 저주에 의한 발기부전이었다. 귀족들은 엔리케가 성불구자라는 의구심속에 딸 후아나의 왕위계승권을 부인했다. 분위기가 심상치 않게 흐르자 엔리케 4세는 이복동생 이사벨과 아폰소를 다시 궁궐 밖으로 추방하여 변방(邊方)으로 보냈다. 이복동생들이 어린 후아나에게 위해를 가할 수 없도록 예방하기 위함이었다.
1464년, 귀족들은 엔리케의 이복동생인 아폰소를 왕으로 옹립한 후 반란을 일으켰다. 전임 후안 2세(1405~1454)때부터 50여년간 이어진 무능한 통치가 귀족들과 백성들에게는 지긋지긋했기에 무능한 엔리케 4세를 퇴위시키고 추문으로 지저분해진 왕실을 갈아치우고자한 것이다. 내전은 4년간 이어졌으며 엔리케 4세가 후아나와 아폰소의 혼인이라는 절충안을 고려하던중, 1468년에 알폰소 왕자가 갑자기 사망함으로써 내전은 교착상태를 맞이한다.
아폰소의 지지자들(반 국왕파)은 이복동생 이사벨을 국왕으로 추대하며 반란군의 구심점이 되어달라고 요구했지만, 이사벨은 이를 거부하고 내전종식을 위한 평화협상을 엔리케 4세에게 제안하였다. 1468년 9월 19일 토로스 데 귀산도(Toros de Guisando) 협정을 맺고 후아나 대신에 이사벨이 차기 왕위계승자로 인정받았으며, 또한 이사벨은 원하지 않는 결혼을 거부할 수 있으며 엔리케 4세가 동의하지 않는 결혼은 하지 않는다는 조항등이 포함되었다.

### 후계 문제
엔리케 4세는 이복여동생 이사벨을 외국 군주와 혼인시켜 자연스럽게 이사벨의 왕위계승권이 상실되도록 만들고자 했다. 포르투갈의 아폰수 5세, 프랑스 루이 11세의 동생인 베리 공작 샤를(1446~1472)과의 혼담을 추진하였으나 이사벨은 토로스 데 귀산도 협정에 명시된 자신의 권리를 행사하며 거부하였다 그러던중 이사벨은 1469년 10월 19일 바야돌리드에서 아라곤의 페르난도 왕세자와 비밀리에 결혼식을 진행하였다. 결혼 소식을 접한 엔리케 4세(1425~1474)는 격노했고 이사벨의 왕위계승권 박탈을 선언했다. 토로스 데 귀산도 협정에 따르면 이사벨은 엔리케 4세가 동의하지 않는 결혼은 하지 않는다는 조항이 있었는데, 이 약속을 파기하였기 때문이다.

## 사망
1474년 마드리드에서 죽었다. 후계자 문제를 매듭짓지 못하였기에 사후에 왕권분쟁이 벌어졌다. 카스티야의 귀족들은 둘로 갈리어 이사벨과 후아나를 각각 지지하며 분열되었다. 포르투갈의 아폰수 5세(1432~1481)가 가세하여 후아나와 정혼한후 1475년 카스티야를 침공하였다. 토로전투에서 이사벨과 그의 남편 페르난도가 이끄는 연합군이 포르투갈의 침공을 방어해냈으나 이후 지리한 전쟁이 4년간 이어졌다. 1479년 포르투갈과 카스티야는 알카소바스 조약을 맺고 이사벨 1세는 카스티야의 왕위를 지켜내는데 성공하였다.

## 결혼
1440년 아스투리아스 공시절 나바라의 블랑쉬와 결혼하였으나 13년동안 자식을 얻지 못하다가 1453년에 이혼했다. 1455년 포르투갈의 조안(Juana de Portugal)과 재혼해 1462년에 후아나 라 벨트라네하를 낳았으나 친부에 대한 의혹이 제기되며 딸에 대한 왕위계승권은 귀족들로부터 인정받지 못했다. 왕비 조안이 애인들과 바람을 피우고 2명의 자식을 더 낳으면서 귀족들의 반발은 더욱 커졌다. 그러자 엔리케 4세는 1468년에 왕비를 추방하고 결혼 무효를 선언했다.